# Виверження Оруануї
Виверження Оруануї — виверження вулкана Таупо в Новій Зеландії, стало відоме під назвою «Оруануї». Є найбільшим відомим вулканічним виверженням у світі за останні 70 000 років; досягло індексу у 8 балів за шкалою VEI.

## Опис виверження
Виверження сталося приблизно 26 500 років тому в пізньому плейстоцені і відрізнялося величезним обсягом вулканічних викидів. За оцінками вчених, було викинути близько 430 км³ пірокластичного матеріалу, 320 км³ ігнімбриту і 420 км³ первинного кальдерного матеріалу, обсяг якого еквівалентний 530 км³ магми. На основі аналізу вулканічного матеріалу дослідники розділили виверження Оруануї на десять етапів.
Під час ранніх фаз виверження почалося формування велетенської кальдери, розширення якої завершилося на останньому етапі. Наразі кальдера частково заповнена озером Таупо.
Тефра, викинута вулканом, покрила велику частину центральних районів Північного острова шаром, товщина якого місцями сягала 200 метрів. Вулканічний попіл поширився практично на всю Нову Зеландію, і навіть за 1000 км від вулкана, на архіпелазі Чатем, він лягав шаром завтовшки 18 см. Виверження істотно змінило ландшафт околиць вулкана, зокрема утворилося озеро Таупо та змінилося русло річки Ваїкато.